# John Kincade
John Kincade geboren als John Knowles, (Southport, 25 juni 1946) is een Britse zanger.

## Carrière
In de jaren 1960 begon hij in Londen als crooner. Tijdens een tournee door Spanje, waar hij voor een plaatselijke hotelketen in toeristenplaatsen optrad, werd een medewerker van het toentertijd succesvolle label Penny Farthing op hem opmerkzaam.
De onder de naam Kincade in november 1972 gepubliceerde single Dreams Are Ten a Penny (DE, 2e plaats) werd in strijd met wijd verbreide meningen niet gezongen door Knowles, hoewel hij wel op de cover van de single stond afgebeeld. Kincade was een door de zanger, songwriter en producent John Carter ontworpen studioproject. Dreams Are Ten a Penny werd door John Carter zelf gezongen. Toen de song in Europa een hit werd, zocht het team (inclusief producent Larry Page) enkel een acteur voor podium- en tv-optredens. Omdat Knowles echter een zangcarrière voor ogen had en zijn songs ook zelf wilde zingen, weigerde hij de aanbieding. De bij Penny Farthings als Octopus onder contract staande muzikanten Paul en Nigel Griggs en Rick Williams aanvaardden uiteindelijk bij alle onder de omschrijving gepubliceerde singles de job. Knowles nam als John Kincade echter een zelf gezongen, Duitstalige versie op met de titel Jenny, Jenny (Dreams Are Ten a Penny), waarmee hij in Dieter Thomas Hecks ZDF-Hitparade de eerste plaats opeiste.
Larry Page en John Carter produceerden vanaf augustus 1973 voor John Kincade ook een reeks gelijksoortig klinkende hits, onder andere een versie van de song When van The Kalin Twins, die net als de platen van de groep Kincade in Duitsland op de markt werden gebracht door Bellaphon Records. Wegens zijn succes in Duitsland verkaste John Kincade daar naartoe. In 1976 trok Knowles zich vervolgens geheel terug uit de muziekbusinness en ging naar Zweden. Daar runt hij een school voor popzang.
Met de sinds het begin van de jaren 1990 opkomende Seventies Revivals keerde ook de tegenwoordig in Zweden wonende John Kincade weer naar Duitsland terug en kon enkele oude hits opnieuw opleggen. Tot zijn repertoire bij oldie-evenementen behoort tegenwoordig ook de Engelse originele versie van Dreams Are Ten a Penny.

## Discografie

### Singles
- 1973: Jenny, Jenny (Dreams Are Ten a Penny) - Fährt Ein Zug Durch Die Nacht
- 1973: Shine On Me Woman
- 1973: Hell Wie Die Sonne / Von Heute Auf Morgen
- 1974: Till I Kissed You / Pie In The Sky
- 1974: Seit Ich Dich Küsste / Komm Und Verzeih
- 1974: When / Anyway I'm Happy
- 1974: Wenn / Der Grund Bist Du
- 1975: Jenny Gotta Dance / Jenny Gotta Dance
- 1975: Love Her Like a Lover / We've Got It Together
- 1976: Pied Piper / Funky Love
- 1976: Weaving In And Out Of My Life / Just A Little Bit
- 1977: Thank God Your Love Don't Cost Money / When You Know How You Feel
- 1978: Give A Little, Take A Little / Magic
- 1979: 21 / It Should Have Been Easy
- 1980: Love Breakdown / New Kind Of Band
- 1981: Super Slick / Ragabonds
- 2005: L.A. Hope Featuring Kincade – Dreams Are Ten A Penny (Jenny Jenny)

### Albums
- 1974: One of Those Dreams
- 1975: Like a Lover
- 1989: The Best of Kincade (cd)
- 1994: The Best Of ...
- 1998: The Singles And More
- 2005: Pop Masters
- 2011: The Best Of ...
- ####: The Golden Hits Of ...
- ####: Hit-Collection (cd)

- Gemeinsame Normdatei: 134569016
- International Standard Name Identifier: 0000 0000 5663 8186
- Library of Congress Control Number: no2005108965
- MusicBrainz: 573c4465-c0b6-4233-8dfe-92b4e64779c3
- Virtual International Authority File: 79675794